# Mycetina luzonica
Mycetina luzonica es una especie de coleóptero de la familia Endomychidae.

## Distribución geográfica
Habita en Filipinas.